# بيير جورج (عضو في المقاومة الفرنسية)
بيير جورج (بالفرنسية: Pierre Georges)‏ هو عضو في المقاومة الفرنسية ‏ فرنسي، ولد في 21 يناير 1919 في باريس في فرنسا، وتوفي في 27 ديسمبر 1944 في Habsheim ‏ في فرنسا.